# Affektfernsehen
Affektfernsehen ist ein medienpsychologischer Neologismus für unterschiedliche moderne Fernsehformate wie Talk-, Beziehungs- oder Spielshows. Es bezieht sich auf jene Fernsehangebote, die die Eigenschaften der Zentrierung auf Einzelschicksale, der Fokussierung auf emotionale Befindlichkeiten und der Überschreitung der Grenze zwischen Privatsphäre und Öffentlichkeit umfassen.

## Charakteristika
Die Medienpsychologen Gary Bente und Bettina Fromm haben 1997 folgende zentrale Merkmale charakterisiert:
- Personalisierung: Die Darstellung ist auf das Einzelschicksal und auf die unmittelbar betroffene Einzelperson zentriert, wobei Allgemeines hinter dem Individuellen zurücktritt. Die Person des Moderators schafft ein Klima der Vertrautheit und Verlässlichkeit.
- Authentizität: Die „wahren“ Geschichten der vormals nicht prominenten Personen werden je nach Sendekonzept entweder erzählt oder inszeniert, wobei der Live-Charakter die Authentizität des Gezeigten unterstreicht.
- Intimisierung: Vormals eindeutig im privaten Bereich liegende persönliche Belange und Aspekte zwischenmenschlicher Beziehungen werden zum öffentlichen Thema.
- Emotionalisierung: Die emotionalen Aspekte der Geschichten, also das persönliche Erleben und Empfinden, werden betont. Die Kamera unterstützt diese Tendenz, indem sie die Akteure in bewegten Momenten – und hier oftmals in Großaufnahme – zeigt.

Die Programmformate des Affektfernsehens, die den Anspruch erheben Realität abzubilden, bieten vornehmlich nichtprominenten Menschen Raum, ihre eigene Person bzw. ihr persönliches Schicksal im authentischen Bericht und/oder in direkter Selbstdarstellung vor der Kamera zu veröffentlichen. Dabei geht die Thematisierung der häufig sehr intimen Inhalte mit emotionalisierender medientechnischer Präsentationsweise einher. Der Live-Charakter (vgl. Live on tape) der Sendungen kann durch verschiedene Gestaltungsmittel, wie beispielsweise durch die Anwesenheit von Studiopublikum, das sich mitunter am Ablauf beteiligen kann, durch „Call-In“-Aktionen, durch den direkten Appell an die Zuschauer oder auch durch medial inszenierte Überraschungen, intensiviert werden. 
Ein weiteres Charakteristikum, die Personalisierung, erstreckt sich nicht nur auf die mehr oder weniger schicksalhaften Geschichten, die anhand von meist nichtprominenten Einzelfällen illustriert werden, sondern auch auf die Person des Moderators. Er übernimmt nicht nur die Moderationsfunktion, sondern stellt bei den wechselnden Themen, Gesichtern und Geschichten das konstante menschliche Element in den Sendungen dar. Er trägt dazu bei, dass längerfristige emotionale Bindungen an das Programm bzw. an die Person des Moderators aufgebaut werden können.